# Kpando
Kpando és una ciutat de Ghana, capital del Districte Municipal de Kpando a la Regió Volta. Es troba propera al braç oriental del nord del llac Volta i a la frontera amb Togo. Kpando és la 54è població més poblada de Ghana amb 28.334 persones. Kpando es connecta per ferri i per carretera a Gbemi, Ho Ho, Ho i Dambai. El Districte Municipal de Kpando (un dels 25 de la regió) és un dels districtes administratius més antics de Ghana; ocupa una superfície de 820 km² (4,5% de la superfície de la regió) però el 30% està sota les aigües del llac Volta. La ciutat de Kpando està a uns 70 km de Ho, la capital de la regió.
Kpando va pertànyer als alemanys des de vers 1890; van anomenar la zona com a Kpandoland, quedant demarcada en el tractat germanobritànic de 1899. El 1914 va ser ocupada pels britànics i va restar dins el Togo Britànic que el 1956 va votar integrar-se a la colònia de Costa d'Or (que fou Ghana el 1957).